# Zbigniew Macura
Zbigniew Macura (ur. 1 stycznia 1927 w Sokalu) – polski polityk, poseł na Sejm PRL III kadencji.

## Życiorys
Syn Józefa. Uzyskał wykształcenie średnie. Wstąpił do Polskiej Zjednoczonej Partii Robotniczej, z jej ramienia pełnił funkcję zastępcy przewodniczącego  i przewodniczącego prezydium Powiatowej Rady Narodowej w Limanowej. W 1961 uzyskał mandat posła na Sejm PRL w okręgu Nowy Sącz, w parlamencie zasiadał w Komisji Komunikacji i Łączności.
W 1954 odznaczony Srebrnym Krzyżem Zasługi, w 1955 otrzymał Medal 10-lecia Polski Ludowej.